# GNU Affero通用公共许可证
GNU Affero通用公眾特許條款（英語：GNU Affero General Public License，簡稱GNU AGPL），是一個廣泛被使用的自由軟件特許條款，最初由Affero, Inc撰寫。此特許條款最新版本為「第3版」（v3），2007年11月發佈。GNU Affero通用公眾特許條款是改自GNU通用公眾特許條款，並加入額外條款，其目的是為了Copyleft條款應用於在網絡上運行的應用程式（如Web应用），從而避免有人以應用服務提供商方式逃避GNU通用公眾特許條款。

## 外部連結
- （英文）GNU Affero通用公眾特許條款3.0官方文本（页面存档备份，存于）
- GNU许可证常见问题（页面存档备份，存于）